# John Willys
John North Willys (Canandaigua, 25 ottobre 1873 – New York, 26 agosto 1935) è stato un imprenditore statunitense, fondatore dell'omonima casa automobilistica.

## Biografia
Nato a Canandaigua, nello stato di New York, John Willys iniziò la sua attività imprenditoriale in giovane età vendendo biciclette. In pochi anni ampliò la sua impresa costituendo una società che si occupava di produzione di questo tipo di veicoli. Nel 1897 sposò Isabel Van Wie, e pochi anni più tardi entrò nel business delle automobili acquistando un concessionario di vetture Overland. Nel 1907 Willys riuscì ad acquisire, grazie al denaro accumulato dalla precedenti attività, la Overland, che era in difficoltà. In pochi anni riuscì a risollevare le sorti dell'azienda. Nel 1909 Willys acquistò la casa automobilistica Marion. Qualche anno dopo trasferì le attività produttive presso gli stabilimenti Pope-Toledo di Toledo, nell'Ohio, da poco acquistati.
Nel 1912, Willys cambio il nome della società in Willys-Overland, mentre l'anno successivo acquisì la licenza per produrre motori Knight, che erano caratterizzati dalla presenza di valvole a fodero. La compagnia andava così bene tanto da risultare, dal 1912 al 1918, il secondo costruttore statunitense di autovetture per numero di esemplari prodotti. Per tale motivo fu deciso di costruire una nuova sede a Toledo. Prima della fine del decennio, un terzo della forza lavoro di Toledo era impiegata presso la Willys-Overland oppure presso i tanti fornitori della zona che lavoravano per la società di Willys. La gamma offerta dalle società di Willys era ampia. I modelli, che erano marchiati Willys, Overland o Willys-Knight, coprivano vaste fette di mercato e si differenziavano per il prezzo, l'allestimento e il motore montato.  Negli anni seguenti Willys acquisì varie società, tra cui la Duesenberg. 

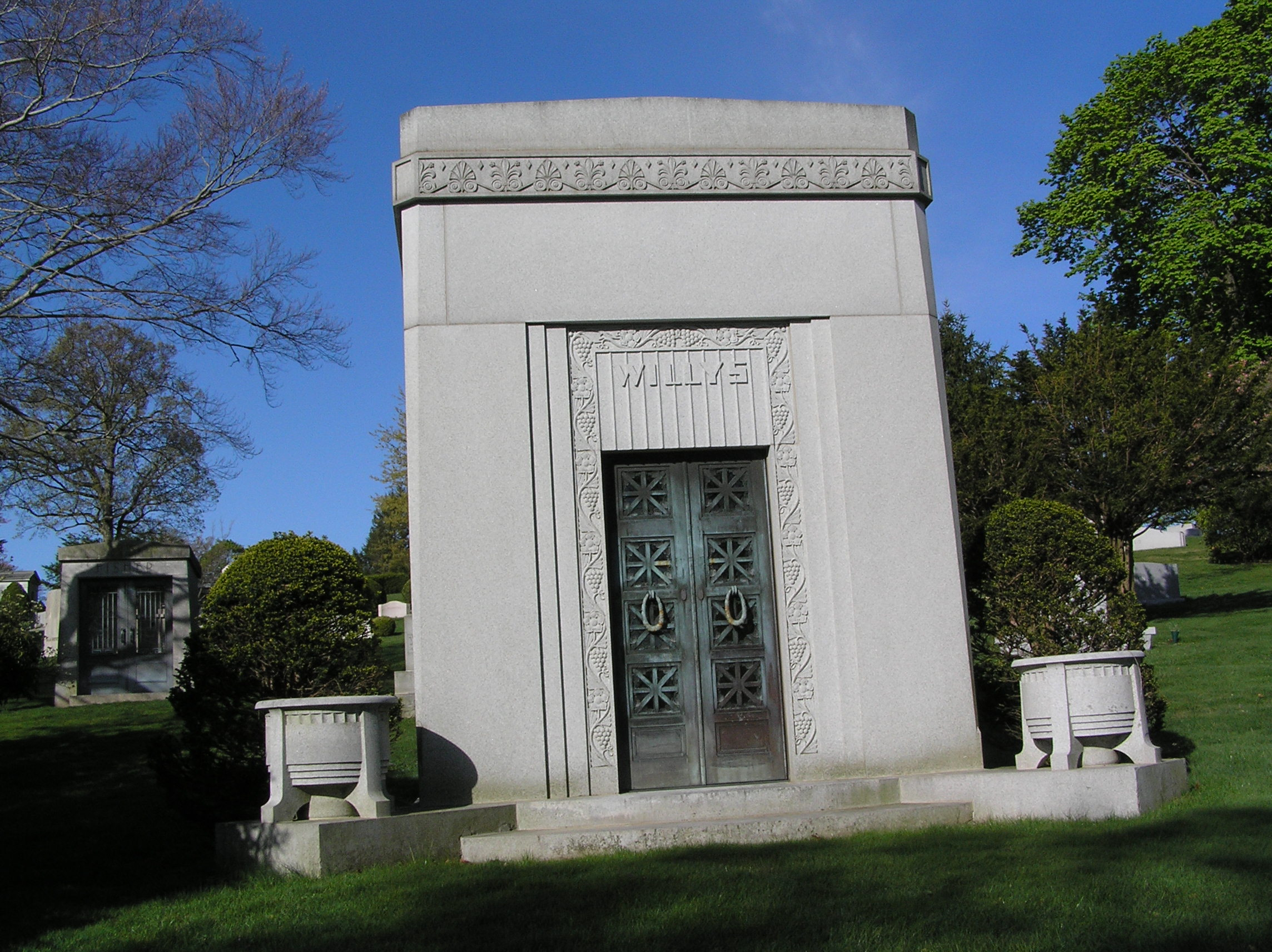
Il mausoleo dedicato a John North Willys

Nel 1919 furono organizzati violenti scioperi che portarono alla chiusura, per alcuni mesi, degli impianti Willys-Overland di Toledo. Per tale motivo, John Willys assunse Walter Chrysler, all'epoca vicepresidente della General Motors, come direttore della società ad un compenso di un milione di dollari. Chrysler però non ebbe il successo sperato, e venne licenziato. Più tardi, Chrysler fondò l'omonima casa automobilistica.
La politica delle acquisizioni di Willys portò però ad un suo forte indebitamento con le banche. Queste ultime costrinsero Willys a vendere parte delle proprie attività per ripianare i debiti. L'imprenditore statunitense decise di vendere un impianto produttivo che era situato New Jersey e la società "New Process Gear Company". Rientrato parzialmente dai debiti, Willys decise di acquistare, nel 1925, la casa automobilistica Stearns, che produceva modelli lussuosi. Nel 1926 introdusse invece il marchio Whippet, che fu operativo sul mercato statunitense, canadese e australiano. Questa politica crescita e acquisizioni fu interrotta dalla Grande depressione.
John Willys fu impegnato anche in politica. Fu delegato per il Partito Repubblicano alla convention del 1916. Dopo l'elezione di Herbert Hoover a Presidente degli Stati Uniti, Willys fu nominato ambasciatore in Polonia. Ricoprì questo ruolo fino al maggio del 1932. Nel 1934 divorziò dalla moglie dopo 37 anni di matrimonio e si risposò. Morì l'anno successivo di attacco cardiaco a New York. Fu sepolto a Valhalla, nello stato di New York.